# 24e corps d'armée (États-Unis)
Pour les articles homonymes, voir 24e corps d'armée.
Le 24e corps des États-Unis est un corps de l'armée américaine créé en 1944. Il participa à la Seconde Guerre mondiale et à la guerre du Viêt Nam.

## Liste des commandants
- Major-général John R. Hodge (9 avril 1944 - 15 août 1948)
- Major-général John B. Coulter (1948 - 1949)
- Lieutenant général Richard G. Stilwell (en) (1968–69)
- Major-général Melvin Zais (1969–70)